# مونوبلين
المونوبلين هو مركب البروتين الذي يتكون في الخميرة من أربعة البروتينات التهاب السحايا المخية النخاعية، HRR25، محلول رينجر، وميثيل الأزوميثانول. مطلوب الاحتكار للفصل من المكبرات المتجانسة إلى أقطاب مقابل لخلية مقسمة أثناء المرحلة من الميوسيس.